# Israzorides judaeus
Genre
Espèce
Israzorides judaeus, unique représentant du genre Israzorides, est une espèce d'araignées aranéomorphes de la famille des Miturgidae.

## Distribution
Cette espèce est endémique d'Israël.

## Publication originale
- Levy, 2003 : Spiders of the families Anyphaenidae, Hahniidae, Ctenidae, Zoridae, and Hersiliidae (Araneae) from Israel. Israel Journal of Zoology, vol. 49, p. 1-31.